# Eudorylas serratus
Eudorylas serratus är en tvåvingeart som beskrevs av José Albertino Rafael och Da S. Menezes 1999. Eudorylas serratus ingår i släktet Eudorylas och familjen ögonflugor. Inga underarter finns listade i Catalogue of Life.